# Leuctra auberti
Leuctra auberti is een steenvlieg uit de familie naaldsteenvliegen (Leuctridae). De wetenschappelijke naam van de soort is voor het eerst geldig gepubliceerd in 1985 door Ravizza & Ravizza-Dematteis.